# Estadio Nacional de Costa Rica (2011)
Het Estadio Nacional de Costa Rica (Nationaal stadion van Costa Rica) is een multifunctioneel stadion in San José, een stad in Costa Rica. Het stadion wordt vooral gebruikt voor voetbalwedstrijden. Ook vinden er weleens concerten plaats. In het stadion is plaats voor 35.093 toeschouwers. Het stadion werd geopend in 2011, ter vervanging van het oude stadion.

## Internationale toernooien
In 2013 werden alle wedstrijden op de Copa Centroamericana 2013 in dit stadion gespeeld. Dat toernooi was van 18 tot en met 27 januari 2013 in Costa Rica. In 2014 werd van dit stadion gebruikgemaakt op het Wereldkampioenschap voetbal vrouwen onder 17. Er werden 6 groepswedstrijden gespeeld en daarnaast ook nog twee kwartfinales, de troostfinale tussen Venezuela en Italië (4–4) en de finale tussen Japan en Spanje (2–0).
In 2019 werd dit stadion gebruikt voor 2 wedstrijden op de CONCACAF Gold Cup 2019. Dat toernooi werd grotendeels in de Verenigde Staten gespeeld. 
| № | Datum        | Wedstrijd              | Uitslag | Gold Cup   | Toeschouwers |
| - | ------------ | ---------------------- | ------- | ---------- | ------------ |
| 1 | 16 juni 2019 | Haïti – Bermuda        | 2 – 1   | Groepsfase | 19.140       |
| 2 | 16 juni 2019 | Costa Rica – Nicaragua | 4 – 0   | Groepsfase | 19.140       |